# 岡山県道・兵庫県道240号下庄佐用線
岡山県道・兵庫県道240号下庄佐用線（おかやまけんどう・ひょうごけんどう240ごう しもしょうさようせん）は、岡山県美作市から兵庫県佐用郡佐用町に至る一般県道である。

## 概要
岡山県美作市下庄町から兵庫県佐用郡佐用町佐用に至る。
以前は岡山県側は122号、兵庫県側は446号と食い違っていたが、1994年（平成6年）4月1日の番号統一時に両県ともに欠番だった240号となった。
旧岡山県道240号は1994年（平成6年）4月1日に主要地方道昇格で岡山県道76号総社三和線となり、旧兵庫県道240号は1982年（昭和57年）12月1日に主要地方道昇格で兵庫県道1号日高竹野線となり欠番となっていた。

### 路線データ
- 起点：岡山県美作市下庄町（岡山県道5号作東大原線交点）
- 終点：兵庫県佐用郡佐用町佐用（実栗交差点、国道179号交点）
- 総延長：3.5 km[注釈 1][1]

## 歴史
- 1993年（平成5年）5月11日 - 建設省から、県道三和日近線を総社三和線として主要地方道に指定される[2]。
- 1994年（平成6年）4月1日 - 路線番号統一に伴い両県で路線番号を240号に変更。

## 路線状況

### 重複区間
- 岡山県道・兵庫県道161号市場佐用線（兵庫県佐用郡佐用町豊福）
- 兵庫県道524号才金宗行線（兵庫県佐用郡佐用町福沢）

## 地理

### 通過する自治体
- 岡山県
  - 美作市
- 兵庫県
  - 佐用郡佐用町

### 交差する道路
| 交差する道路                                   | 都道府県名 | 市町村名 | 市町村名 | 交差する場所 | 交差する場所      |
| ---------------------------------------------- | ---------- | -------- | -------- | ------------ | ----------------- |
| 岡山県道5号作東大原線                          | 岡山県     | 美作市   | 美作市   | 下庄町       | 起点              |
| 岡山県道・兵庫県道161号市場佐用線 重複区間起点 | 兵庫県     | 佐用郡   | 佐用町   | 豊福         |                   |
| 岡山県道・兵庫県道161号市場佐用線 重複区間終点 | 兵庫県     | 佐用郡   | 佐用町   | 豊福         |                   |
| 兵庫県道524号才金宗行線                        | 兵庫県     | 佐用郡   | 佐用町   | 福沢         |                   |
| 国道179号 国道373号 重複                       | 兵庫県     | 佐用郡   | 佐用町   | 佐用         | 実栗交差点 / 終点 |

### 交差する鉄道
- 智頭急行智頭線

### 沿線
- 讃甘郵便局
- 吉野川
- 智頭急行智頭線 宮本武蔵駅
- 江川郵便局
- 佐用町立佐用中学校
- 兵庫県立佐用高等学校
- 佐用川